# Old先
Old先是一位中国女性漫画家，2013年毕业于中央美术学院。所属团队为幕星社。

## 经历
2012年9月，Old先与幕斯合作发表了短篇漫画《爱的比热容》，并获得第九届中国动漫金龙奖最佳画技奖。2012年10月，出版了长篇漫画单行本《小丑丹尼》。同年，凭借漫画《爱的比热容》，同时获得了第六届新星杯原创故事漫画大赛金奖 、还有日本的“集英社特别赏”。2014年1月出版个人同名画集《old先》。2013年开始个人微博上连载原创同性题材漫画《19天》至今。
Old先与坛九一起走红于网络，Old先主要画的是男男题材漫画、而坛九画的是女女题材漫画。 另外，Old先的自画像喜欢把自己画成男性，并使用男性代词，这可能会导致有些人误以为她是男性。